# Isabell Werth
Isabell Werth, född 21 juli 1969 i Rheinberg i Tyskland, är den mest framgångsrika dressyrryttaren i modern tid. Hon har vunnit åtta OS-guld, sju VM-guld och hela tretton EM-guld. Hon är även den ryttare som vunnit flest gånger på rad i tyska mästerskapen. Hela fyra år på raken vann hon mellan 1994 och 1998. Isabell vann även individuella guldet i EM 2017. Hon är även en av de mest framgångsrika olympierna genom tiderna.

## Historia
Isabell Werth föddes den 21 juli 1969 i Rheinberg i Västtyskland. Redan som liten började hon rida och tävla i dressyr, ofta tillsammans med sin äldre syster Claudia. Som sjuttonåring fick Werth träna för en av världens främsta tränare i dressyr, Dr Shulten-Baumer och tävlade framgångsrikt som junior. Under slutet av 1980-talet beslutade hon dock att fullfölja sina studier och studerade rättsvetenskap på gymnasiet i Rheinberg. 
År 1990 tog hon upp ridningen igen och tävlade nu på mycket högre nivåer. Samma år tog hon brons i tyska mästerskapen och 1991 blev hon tysk mästare genom att vinna guldmedaljen. Hon blev då uttagen till det tyska landslaget i dressyr och fick åka till EM det året. Där vann hon både individuellt- och lag-guld. Redan året därpå, 1992, fick Isabell delta i OS i Barcelona och vann guld med laget och individuellt silver. Detta var början på en lång rad guldmedaljer och stora vinster.  
Under slutet av 1000-talet bestämde sig Isabell för att ta upp sina studier igen och år 2000 tog hon sin statsexamen i juridik. 1999 släppte hon även en egen designad sadel som utformades tillsammans med tränaren och sadelmärket Bates från Australien. Hon har även fortsatt att tävla i dressyren och vann individuellt EM-guld så sent som år 2007. 
Mellan 1992 och 2000 tävlade Werth med hästen Gigolo och med denna häst vann hon de flesta olympiska medaljer. Vid de olympiska sommarspelen 2008 var Satchmo hennes häst.
Mellan 2017 och 2019 vann hon med hästen Weihegold tre gånger i rad världscupen i dressyr. Redan under olika tidigare år fick hon med andra hästar världscupsegrar i sin meritlista.
I samband med Covid-19-pandemin startade Werth initiativet "Pony for future" med syfte att ge ekonomiskt stöd för krisdrabbade ridklubbar i Tyskland. Fram till 18 april 2020 samlade kampanjen cirka 90 000 euro samt annan hjälp som till exempel hästfoder.

## Meriter

### Medaljer

#### Guld
- OS 1992 i Barcelona  (lag)
- OS 1996 i Atlanta (lag)
- OS 1996 i Atlanta (individuellt)
- OS 2000 i Sydney (lag)
- OS 2008 i Hongkong (lag)
- OS 2016 i Rio de Janeiro (lag)
- OS 2020 i Tokyo (lag)
- OS 2024 i Paris (lag)
- VM 1998 i Rom (lag)
- VM 1998 i Rom (individuell)
- VM 2006 i Aachen (individuellt)
- VM 2006 i Aachen (lag)
- EM 1989 (lag)
- EM 1991 (lag)
- EM 1991 (individuell)
- EM 1993 (lag)
- EM 1993 (individuell)
- EM 1995 (lag)
- EM 1995 (individuell)
- EM 1997 (lag)
- EM 1997 (individuell)
- EM 1999 (lag)
- EM 2001 (lag)
- EM 2003 (lag)
- EM 2007 (individuell)

#### Silver
- OS 1992 i Barcelona (individuell)
- OS 2000 i Sydney (individuellt)
- OS 2008 i Hongkong (individuellt)
- VM 1994 i Haag (individuell)
- EM 2007 (lag)

#### Brons
- VM 2006 i Aachen (individuell)

### Övriga meriter
- Sexfaldig vinnare av tyska mästerskapen i dressyr (1991, 1992, 1995, 1996, 1997 och 1998)
- Slog världsrekord i Grand Prix år 2005 i Stuttgart.
- Blev FEI Världscupvinnare i Las Vegas år 2007.
- Är den mest framgångsrika dressyr-ryttaren i modern tid med flest antal guldmedaljer på internationell nivå.

## Topphästar

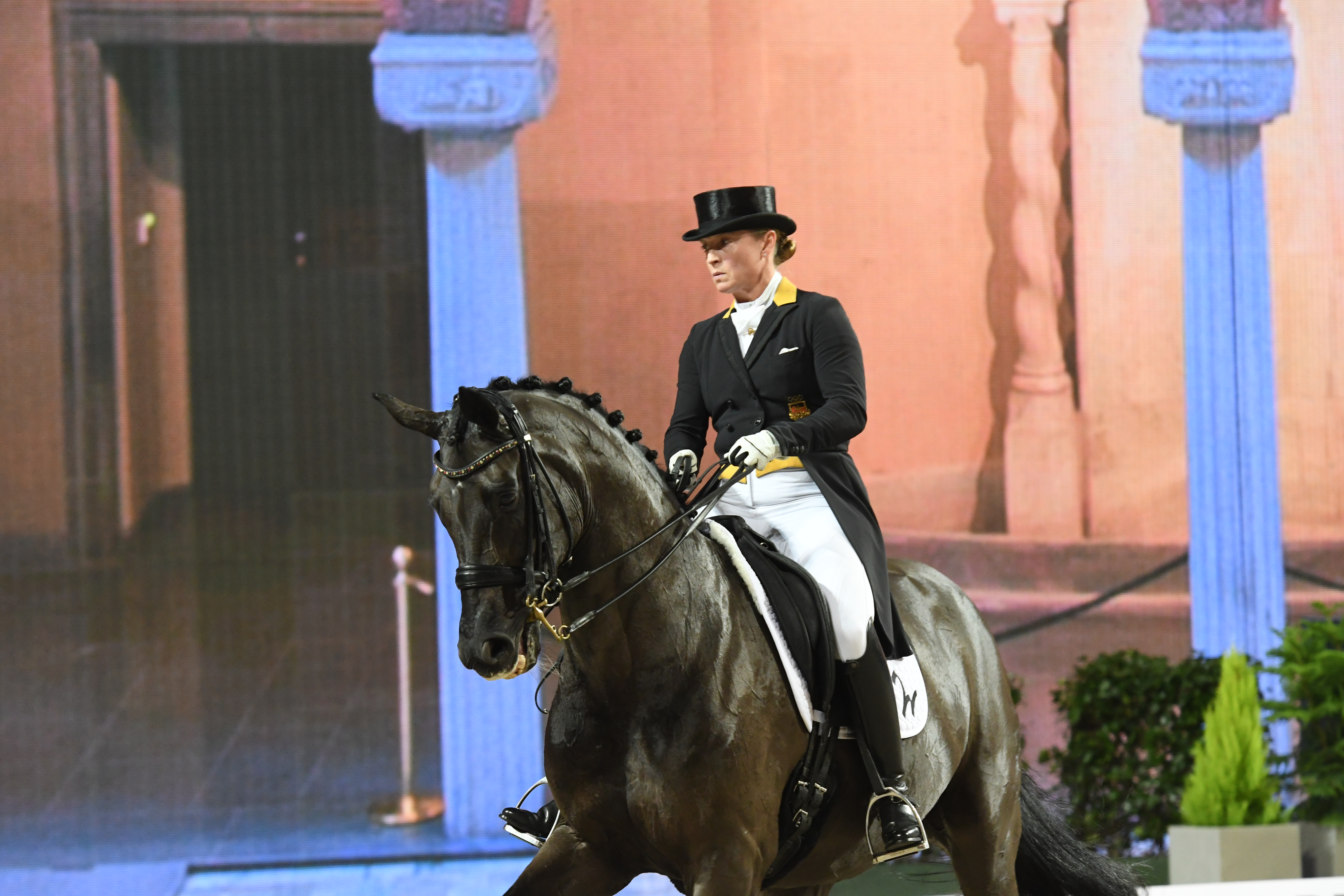
Isabell Werth och Weihegold Old under SAAB Top Ten Dressage Grand Prix vid Sweden International Horse Show 2018.

- Fabienne (född 1981), fuxfärgad varmblodshäst
- Gigolo (född 1983), fuxfärgad Hannoveranare e:Graditz
- Satchmo (född 1994), brun hannoveranare e:Sao Paulo
- Warum Nicht FRH (född 1996), fuxfärgad hannoveranare e:Weltmeyer
- Don Johnson FRH (född 2001) e. Don Frederico
- Bella Rose (född 2004) e. Belissimo
- Weihegold (född 2005) e. Don Schufro
- Emilio 107 (född 2006) e. Ehrenpreis[6]